# Bezirk Famagusta
 Der Bezirk Famagusta ist ein Bezirk der Republik Zypern. Hauptort ist de jure die gleichnamige Hafenstadt Famagusta. Verwaltungszentrum ist de facto die Gemeinde Paralimni.

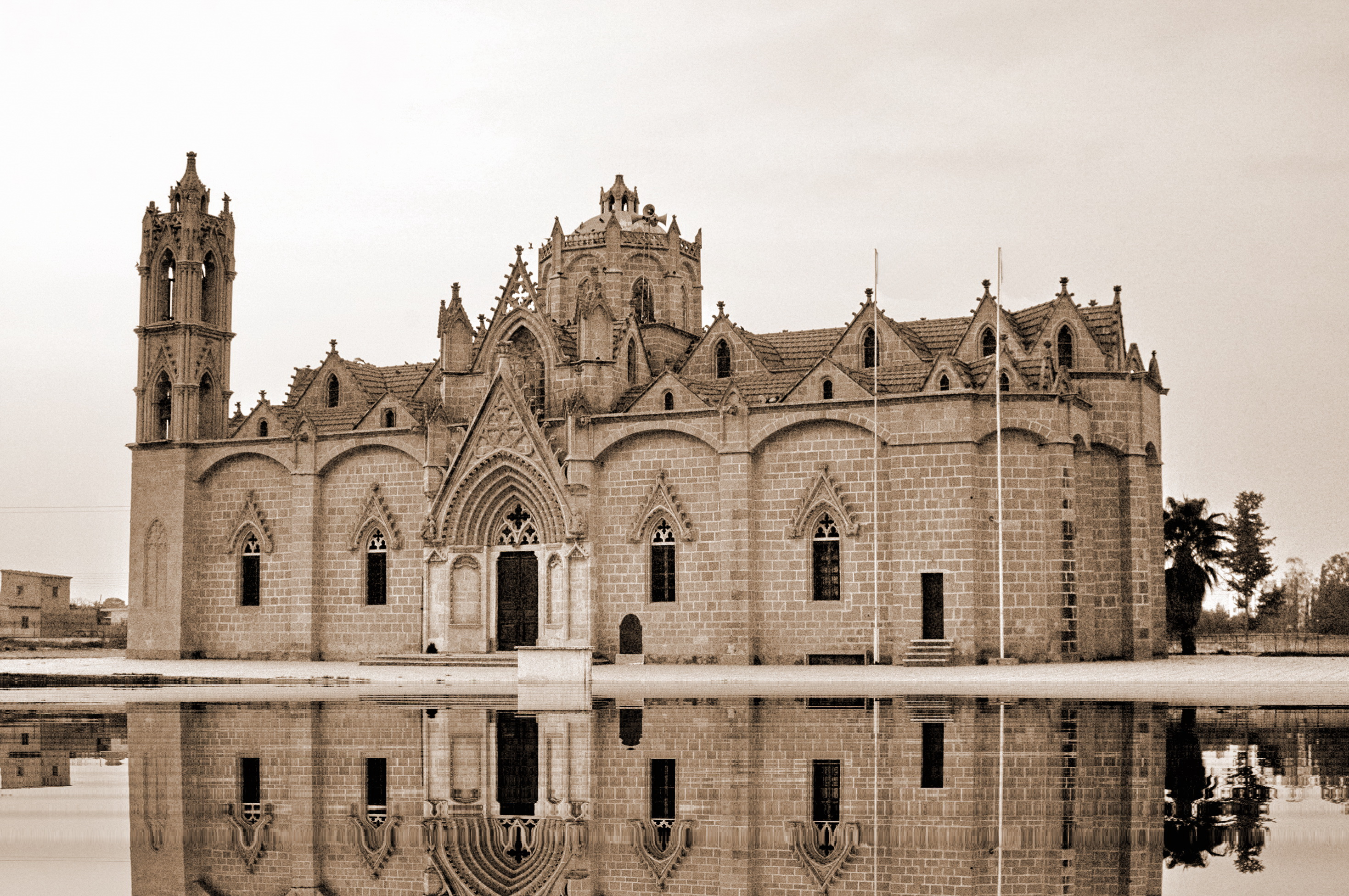
Orthodoxe Kirche in Lysi

Der Großteil des Bezirks einschließlich des Hauptortes wird de facto von Nordzypern kontrolliert, lediglich ein kleines Gebiet im Süden wird von der Republik Zypern verwaltet. Dieser südliche Teil des Bezirks hat 54.318 Einwohner. Dem Nordteil des Bezirks Famagusta entsprechen die Distrikte Gazimağusa und İskele.
Aufgrund der geringen Größe fungiert die Bezirksverwaltung auch als Vertretung der vertriebenen Bewohner des de facto-Gebiets.
Es gab eine Bevölkerung von 37.738 Menschen im Jahr 2001 und 46.629 im Jahr 2011, davon 37.016 Personen Griechen (79,7 %).
Die heißeste Temperatur auf Zypern wurde in der Stadt Lefkoniko in der Region Famagusta gemessen, um genau zu sein, 46,6 Grad Celsius, 1. August 2010.

## Gemeinden

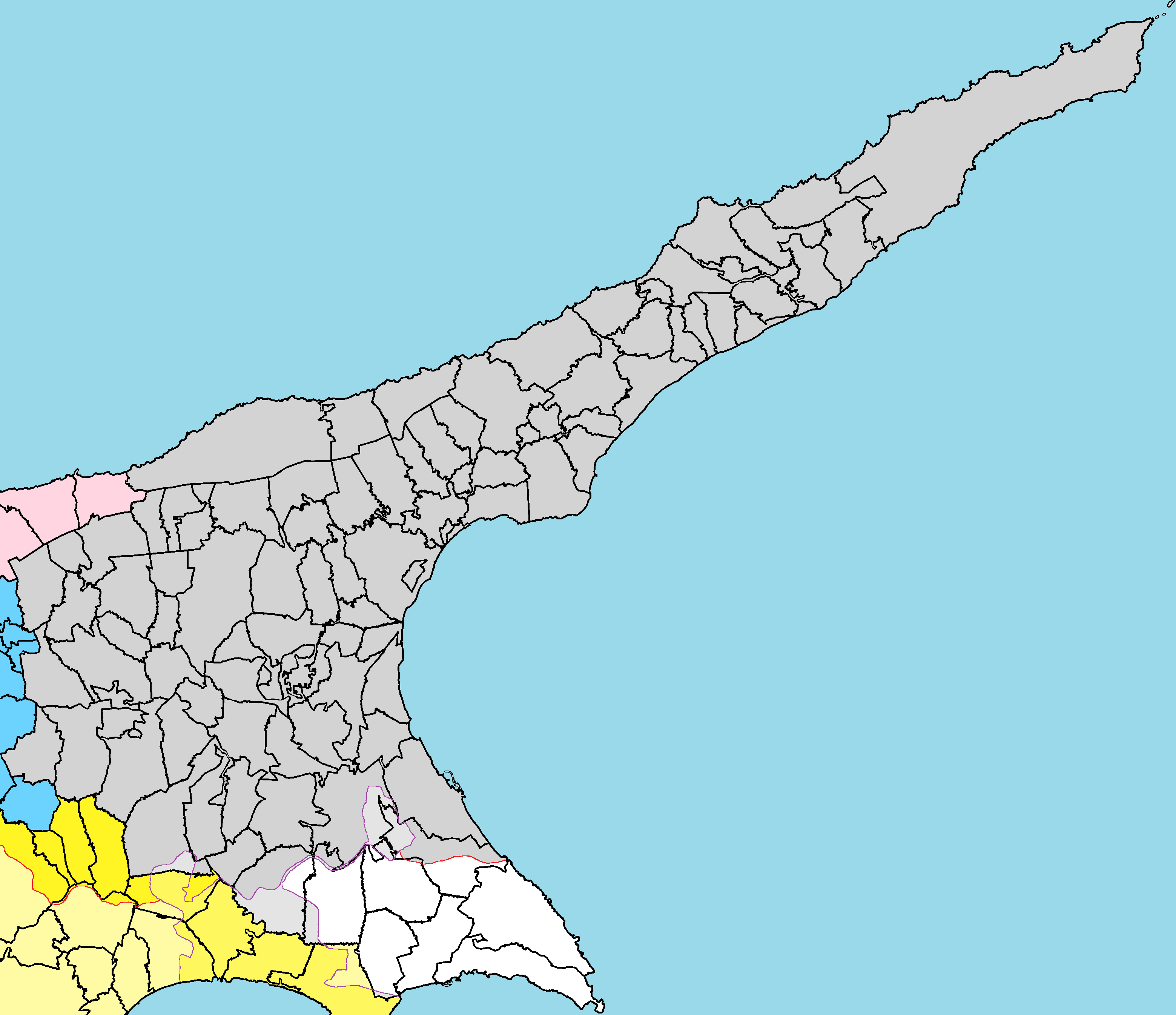
Der Bezirk Famagusta unterteilt in Gemeinden

Laut Statistischem Dienst der Republik Zypern besteht der Bezirk Famagusta aus 8 Stadt- und 90 Dorfgemeinden. Davon befinden sich de facto seit der türkischen Invasion Zyperns 1974 nur fünf Gemeinden vollständig im Bezirk Famagusta: Agia Napa, Paralimni, Sotira, Liopetri und Frenaros. Die restlichen Gemeinden des Bezirks liegen in den Distrikten Gazimağusa und İskele der international nicht anerkannten Türkischen Republik Nordzypern. Städte sind fett dargestellt.
- Acheritou
- Achna
- Afania
- Agia Trias
- Agios Andronikos
- Agios Andronikos
- Agios Chariton
- Agios Evstathios
- Agios Georgios
- Agios Iakovos
- Agios Ilias
- Agios Nikolaos
- Agios Sergios
- Agios Symeon
- Agios Theodoros
- Akanthou
- Aloda
- Angastina
- Ardana
- Arnadi
- Artemi
- Assia
- Avgolida
- Avgorou
- Agia Napa
- Bogazi
- Davlos
- Derynia
- Enkomi
- Eptakomi
- Famagusta
- Flamoudi
- Frenaros
- Gaidouras
- Galatia
- Galinoporni
- Gastria
- Genagra
- Gerani
- Gialousa
- Goufes
- Gypsou
- Kalopsida
- Kilanemos
- Knodara
- Koma tou Gialou
- Komi Kepir
- Kontea
- Kornokipos
- Korovia
- Kouklia
- Kridia
- Lapathos
- Lefkoniko
- Leonarisso
- Limnia
- Liopetri
- Livadia
- Lysi
- Lythrangomi
- Makrasyka
- Mandres
- Maratha
- Marathovounos
- Melanagra
- Melounda
- Milia
- Monarga
- Mousoulita
- Neta
- Ovgoros
- Paralimni
- Patriki
- Peristerona
- Perivolia
- Pigi
- Platani
- Platanissos
- Prastio
- Psyllatos
- Pyrga
- Rizokarpaso
- Santalaris
- Sinta
- Sotira
- Spathariko
- Strongylos
- Stylli
- Sygkrasi
- Tavrou
- Trikomo
- Trypimeni
- Tziaos
- Vasili
- Vatili
- Vitsada
- Vokolida
- Vothylakas